# Eugène Ryter
Eugène Ryter (ur. 23 marca 1890 w La Chaux-de-Fonds, zm. 8 marca 1973 w Neuchâtel) – szwajcarski sztangista. Brązowy medalista olimpijski z Antwerpii.
Zawody w 1920 były jego jedynymi igrzyskami olimpijskimi. Zajął trzecie miejsce w rywalizacji w wadze piórkowej (do 60 kg). Wyprzedzili go Belg Frans De Haes i Estończyk Alfred Schmidt.